# Jerry West
Pour les articles homonymes, voir West.
Jerome Alan West, dit Jerry West, surnommé The Logo, Mr. Clutch, né le 28 mai 1938 à Chelyan (Virginie-Occidentale) et mort le 12 juin 2024 à Los Angeles (Californie), est un joueur américain de basket-ball au poste de meneur mais aussi d'arrière. Il est l'un des premiers joueurs à être qualifié de combo guard.
Champion olympique en 1960 avec l'équipe des États-Unis, et champion NBA 1972 avec les Lakers de Los Angeles, il remporte le titre de MVP des Finales NBA en 1969 et termine à dix reprises dans le All-NBA First Team, premier cinq NBA. En tant que dirigeant, il remporte six titres NBA avec les Lakers (puis deux en tant que dirigeant des Warriors de Golden State), et termine à deux reprises meilleur dirigeant de l'année.
Il est le seul joueur de l'histoire à être présent 3 fois au Hall Of Fame (1979, 2010 et 2024).

## Biographie

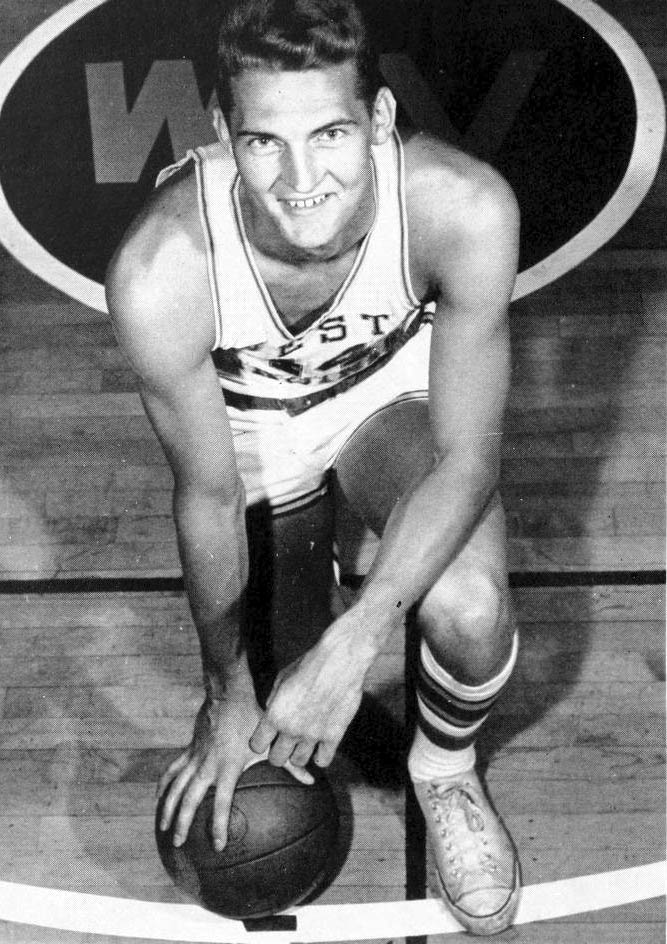
Jerry West sous le maillot des Mountaineers de West Virginia vers 1959.

Son petit gabarit l'empêche, à ses débuts en lycée, de fouler les parquets. Mais, en grandissant de 15 cm d'un coup, et avec sa farouche volonté, Jerry West s'impose auprès de son entraîneur. Il devient une star du lycée, remportant même le titre de l'État. Son rêve de jouer dans l'université de West Virginia, près de chez lui, se réalise alors. Après une première année difficile sur le banc, il explose enfin. Il conduit son université en finale du Final Four NCAA en 1959, ce qui constitue le meilleur résultat de celle-ci.
En 1960, il est sélectionné pour les Jeux olympiques d'été de 1960. Il y gagne la médaille d'or au sein d'une équipe d'universitaire très forte (10 des 12 joueurs joueront en NBA) qui domine le tournoi comme seule la Dream Team de 1992, mais avec les vedettes de la NBA, le fera à l'avenir, et qui comme elle fera son entrée en bloc au Hall Of Fame ; en outre, comme West, trois autres de ses membres (Jerry Lucas, Walt Bellamy et Oscar Robertson) y seront intronisés au titre de leur carrière individuelle.
Drafté par les Lakers de Minneapolis qui déménagent pour Los Angeles, il commence en douceur, ne figurant pas dans le cinq de départ. Mais sa force de caractère lui offre cette place dès la mi-saison. Il sera également invité au All Star Game.
Il perd la finale de 1962 et 1963 contre les Celtics de Boston. Cela se reproduit en 1965 et 1966 et en 1968 et 1969 contre l'éternel rival dominant où malgré la défaite, il devient meilleur joueur des finales NBA l'année de la création de ce trophée (cas unique dans l'histoire de la ligue). Il est à nouveau défait en 1970 contre les Knicks de New York, l'attente est longue mais son heure viendra.

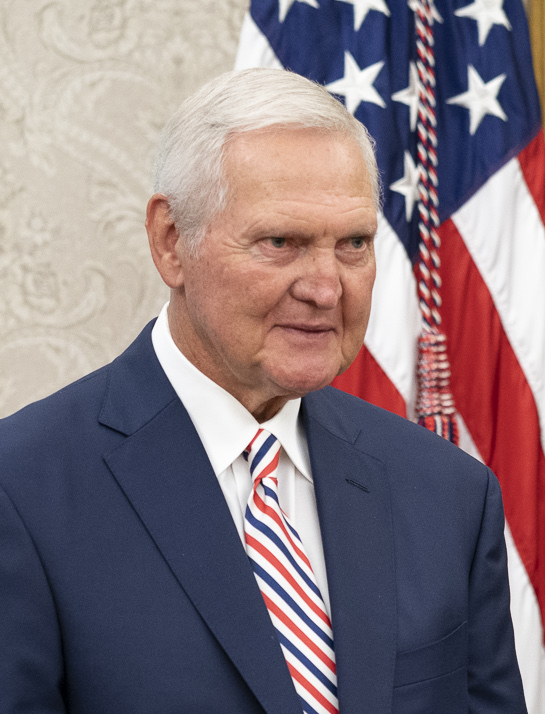
Jerry West en 2019.

En 1965, lui et son coéquipier Elgin Baylor deviennent les deux premiers joueurs à atteindre 2 000 points en une saison. Après le départ de celui-ci, il songe également à s'arrêter. Mais l'équipe est expérimentée et plus homogène. Les Lakers réalisent alors une saison 1971-1972 impressionnante avec 69 victoires (dont 33 consécutives), record qui ne sera battu que par les Bulls de Chicago de Michael Jordan en 1996 puis en 2016 par les Golden State Warriors.
Le titre tant désiré est atteint contre les Knicks de New York. La saison suivante, ses statistiques baissent et il perd sa dernière chance de titre contre des Knicks revanchards. Il termine sa carrière l'année suivante.
Il est élu au Naismith Memorial Hall Of Fame en 1980 et son maillot, le no 44 est retiré par les Lakers de Los Angeles.
Cette grande figure du basket, dont Kobe Bryant en personne a déclaré qu'il était le meilleur joueur de l'histoire des Lakers, demeure l'un des personnages les plus célèbres de la planète tout en étant relativement inconnu : c'est en effet sa silhouette qui figure sur le logo de la NBA.
En outre, il est le principal artisan du succès des Lakers dans les années 2000, puisqu'en tant que general manager c'est lui qui signe Shaquille O'Neal alors free-agent en 1996 et recrute Kobe Bryant (drafté en 13e position) la même année dans un échange avec les Hornets de Charlotte contre Vlade Divac. Les Lakers remportent trois finales consécutives entre 2000 et 2002, portés par O'Neal (qui sera d'ailleurs élu trois fois de suite meilleur joueur des finales à l'intérieur et Bryant à l'extérieur).
Il a été Général-Manager des Grizzlies de Memphis.
Depuis 2011, Jerry West dispose de sa statue devant le Staples Center, la salle des Lakers.
De 2011 à 2017, Il a été membre du conseil d'administration des Warriors de Golden State avec qui il remporta deux titres NBA.
De 2017 à 2024, il est membre du conseil d'administration et conseiller spécial au sein des Clippers de Los Angeles.
Il meurt le 12 juin 2024 à l'âge de 86 ans.

## Clubs successifs

### Joueur
- 1957-1960 : Université de West Virginia (NCAA).
- 1960 à 1974 : Lakers de Los Angeles.

### Entraîneur
- 1976 à 1979 : Lakers de Los Angeles.

## Palmarès

### Titre
En Sélection Nationale
- Médaille d'or aux Jeux olympiques d'été de 1960.

 En franchise 
- Champion NBA en 1972 en tant que joueur et en 1985, 1987, 1988, 2000, 2001 et 2002 en tant que manageur général avec les Lakers de Los Angeles.
- Champion NBA en 2015 et 2017 en tant que membre avec les Warriors de Golden State
- Finales NBA contre les Celtics de Boston en 1962, 1963, 1965, 1966, 1968 et en 1969, puis contre les Knicks de New York en 1970 et 1973.

### Distinctions, records
- NBA Finals Most Valuable Player en 1969[8]
- 14 sélections au NBA All-Star Game de 1961 à 1974[9].
- NBA All-Star Game Most Valuable Player Award en 1972[10].
- All-NBA First Team de 1960 à 1967 et de 1970 à 1973[11].
- All-NBA Second Team en 1968 et 1969[11].
- NBA All-Defensive First Team en 1970, 1971, 1972 et 1973[12].
- NBA All-Defensive Second Team en 1969[12].
- Meilleur marqueur NBA en 1970 (31,2 points par match).
- Meilleur passeur NBA en 1972 (9,7 passes par match).
- Record du nombre de lancer-franc inscrit en une saison (840) lors de la saison NBA 1965-1966.
- Joueur ayant tenté et réussi le plus de lancer-franc en 1966 et 1970.
- Joueur ayant tenté le plus de lancer franc en 1966 (977), 1970 (785).
- Dans le top 5 des joueurs de l'histoire de la NBA à avoir réalisé plus de 24 points, 8 passes décisives et 4 rebonds de moyenne sur une saison, et il l'a réalisé 3 fois (les 4 autres étant Oscar Robertson (10 fois), Michael Jordan, LeBron James (5 fois) et Russel Westbrook (3fois)).
- Joueur ayant le plus d'efficacité sur le terrain (Player Efficiency Rating) en 1969 (22,3), et 1970 (24,6).
- 8e au classement des meilleurs joueurs de tous les temps par Slam (magazine) en 2003.
- 10e au classement des meilleurs joueurs de tous les temps par Slam (magazine) en 2010.
- 11e au classement des meilleurs joueurs de tous les temps par Slam (magazine) en 2011[13].
- Élu au Naismith Memorial Hall of Fame en 1980.
- Sélectionné parmi les Meilleurs joueurs du cinquantenaire de la NBA en 1996.
- Son maillot, le no 44 a été retiré par les Lakers de Los Angeles.
- Seul joueur de l'histoire de la NBA à devenir le MVP des Finales NBA alors qu'il évoluait dans l'équipe qui a perdu

## Statistiques
gras = ses meilleures performances

### Universitaires
Statistiques en université de Jerry West
| Saison    | Équipe        | Matchs | Min./m | % Tir | % LF | Rbds/m. | Pass/m. | Pts/m. |
| --------- | ------------- | ------ | ------ | ----- | ---- | ------- | ------- | ------ |
| 1957-1958 | West Virginia | 28     | 28,5   | 49,6  | 73,2 | 11,1    | 1,5     | 17,8   |
| 1958-1959 | West Virginia | 34     | 35,6   | 51,8  | 69,7 | 12,3    | 2,5     | 26,6   |
| 1959-1960 | West Virginia | 31     | 36,4   | 50,4  | 76,6 | 16,5    | 4,3     | 29,3   |
| Carrière  | Carrière      | 93     | 33,7   | 50,8  | 73,2 | 13,3    | 2,8     | 24,8   |

### Professionnelles

#### Saison régulière
Légende :
| Champion NBA | Meilleur joueur de cette catégorie statistique de la saison |

gras = ses meilleures performances
Statistiques en saison régulière de Jerry West
| Saison        | Équipe        | Matchs | Titul. | Min./m | % Tir | % LF | Rbds/m. | Pass/m. | Int/m. | Ctr/m. | Pts/m. |
| ------------- | ------------- | ------ | ------ | ------ | ----- | ---- | ------- | ------- | ------ | ------ | ------ |
| 1960-1961     | L.A. Lakers   | 79     | —      | 35,4   | 41,9  | 66,6 | 7,7     | 4,2     | —      | —      | 17,6   |
| 1961-1962     | L.A. Lakers   | 75     | —      | 41,2   | 44,5  | 76,9 | 7,9     | 5,4     | —      | —      | 30,8   |
| 1962-1963     | L.A. Lakers   | 55     | —      | 39,3   | 46,1  | 77,8 | 7,0     | 5,6     | —      | —      | 27,1   |
| 1963-1964     | L.A. Lakers   | 72     | —      | 40,4   | 48,4  | 83,2 | 6,0     | 5,6     | —      | —      | 28,7   |
| 1964-1965     | L.A. Lakers   | 74     | —      | 41,4   | 49,7  | 82,1 | 6,0     | 4,9     | —      | —      | 31,0   |
| 1965-1966     | L.A. Lakers   | 79     | —      | 40,7   | 47,3  | 86,0 | 7,1     | 6,1     | —      | —      | 31,3   |
| 1966-1967     | L.A. Lakers   | 66     | —      | 40,5   | 46,4  | 87,8 | 5,9     | 6,8     | —      | —      | 28,7   |
| 1967-1968     | L.A. Lakers   | 51     | —      | 37,6   | 51,4  | 81,1 | 5,8     | 6,1     | —      | —      | 26,3   |
| 1968-1969     | L.A. Lakers   | 61     | —      | 39,2   | 47,1  | 82,1 | 4,3     | 6,9     | —      | —      | 25,9   |
| 1969-1970     | L.A. Lakers   | 74     | —      | 42,0   | 49,7  | 82,4 | 4,6     | 7,5     | —      | —      | 31,2   |
| 1970-1971     | L.A. Lakers   | 69     | —      | 41,2   | 49,4  | 83,2 | 4,6     | 9,5     | —      | —      | 26,9   |
| 1971-1972     | L.A. Lakers   | 77     | —      | 38,6   | 47,7  | 81,4 | 4,2     | 9,7     | —      | —      | 25,8   |
| 1972-1973     | L.A. Lakers   | 69     | —      | 35,7   | 47,9  | 80,5 | 4,2     | 8,8     | —      | —      | 22,8   |
| 1973-1974     | L.A. Lakers   | 31     | 28     | 31,2   | 44,7  | 83,3 | 3,7     | 6,6     | 2,6    | 0,7    | 20,3   |
| Carrière      | Carrière      | 932    | 28     | 39,2   | 47,4  | 81,4 | 5,8     | 6,7     | 2,6    | 0,7    | 27,0   |
| All-Star Game | All-Star Game | 12     | 11     | 28,4   | 45,3  | 72,0 | 3,9     | 4,6     | —      | —      | 13,3   |

#### Playoffs
Légende :
| Champion NBA | MVP des finales NBA | Meilleur joueur de cette catégorie statistique de la saison |

Statistiques en playoffs de Jerry West
| Saison   | Équipe      | Matchs | Titul. | Min./m | % Tir | % 3pts | % LF | Rbds/m. | Pass/m. | Int/m. | Ctr/m. | Pts/m. |
| -------- | ----------- | ------ | ------ | ------ | ----- | ------ | ---- | ------- | ------- | ------ | ------ | ------ |
| 1961     | L.A. Lakers | 12     | —      | 38,4   | 49,0  | —      | 72,6 | 8,7     | 5,3     | —      | —      | 22,9   |
| 1962     | L.A. Lakers | 13     | —      | 42,8   | 46,5  | —      | 80,7 | 6,8     | 4,4     | —      | —      | 31,5   |
| 1963     | L.A. Lakers | 13     | —      | 41,4   | 50,3  | —      | 74,0 | 8,2     | 4,7     | —      | —      | 27,8   |
| 1964     | L.A. Lakers | 5      | —      | 41,2   | 49,6  | —      | 79,2 | 7,2     | 3,4     | —      | —      | 31,2   |
| 1965     | L.A. Lakers | 11     | —      | 42,7   | 44,2  | —      | 89,0 | 5,7     | 5,3     | —      | —      | 40,6   |
| 1966     | L.A. Lakers | 14     | —      | 44,2   | 51,8  | —      | 87,2 | 6,3     | 5,6     | —      | —      | 34,2   |
| 1967     | L.A. Lakers | 1      | —      | 1,0    | —     | —      | —    | 1,0     | 0,0     | —      | —      | 0,0    |
| 1968     | L.A. Lakers | 15     | —      | 41,5   | 52,7  | —      | 78,1 | 5,4     | 5,5     | —      | —      | 30,8   |
| 1969     | L.A. Lakers | 18     | —      | 42,1   | 46,3  | —      | 80,4 | 3,9     | 7,5     | —      | —      | 30,9   |
| 1970     | L.A. Lakers | 18     | —      | 46,1   | 46,9  | —      | 80,2 | 3,7     | 8,4     | —      | —      | 31,2   |
| 1972     | L.A. Lakers | 15     | 15     | 40,5   | 37,6  | —      | 83,0 | 4,9     | 8,9     | —      | —      | 22,9   |
| 1973     | L.A. Lakers | 17     | 17     | 37,5   | 44,9  | —      | 78,0 | 4,5     | 7,8     | —      | —      | 23,6   |
| 1974     | L.A. Lakers | 1      | 0      | 14,0   | 22,2  | —      | —    | 2,0     | 1,0     | 0,0    | 0,0    | 4,0    |
| Carrière | Carrière    | 153    | 32     | 41,3   | 46,9  | —      | 80,5 | 5,6     | 6,3     | 0,0    | 0,0    | 29,1   |

### Entraîneur
| Entraîneur de l'année | Champion NBA | Participation en playoffs |

| Équipe      | Année     | Saison régulière | Saison régulière | Saison régulière | Saison régulière | Saison régulière          | Playoffs | Playoffs  | Playoffs | Playoffs | Playoffs                                                             |
| Équipe      | Année     | Matchs           | Victoires        | Défaites         | %                | Classement                | Matchs   | Victoires | Défaites | %        | Résultat                                                             |
| ----------- | --------- | ---------------- | ---------------- | ---------------- | ---------------- | ------------------------- | -------- | --------- | -------- | -------- | -------------------------------------------------------------------- |
| L.A. Lakers | 1976-1977 | 82               | 53               | 29               | 64,6             | 1er en division Pacifique | 11       | 4         | 7        | 36,4     | Défaite contre les Trail Blazers de Portland en finale de conférence |
| L.A. Lakers | 1977-1978 | 82               | 45               | 37               | 54,9             | 4e en division Pacifique  | 3        | 1         | 2        | 33,3     | Défaite contre les Trail Blazers de Portland au premier tour         |
| L.A. Lakers | 1978-1979 | 82               | 47               | 35               | 57,3             | 3e en division Pacifique  | 8        | 3         | 5        | 37,5     | Défaite contre les Seattle SuperSonics en demi-finale de conférence  |
| Totaux      | Totaux    | 246              | 145              | 101              | 58,9             |                           | 22       | 8         | 14       | 36,4     |                                                                      |